# Hellen Obiri
Hellen Onsando Obiri (født 13. december 1989 i Kisii) er en kenyansk atlet, der konkurrerer i mellemdistanceløb, langdistanceløb og maratonløb og terrænløb.
Obiri tog sølv på 5.000 meter ved sommer-OL 2020 i Tokyo.
Ved OL 2024 tog hun bronze i maraton.